# جو كوان
جو كوان (بالإنجليزية: Joe Cowan)‏ هو لاعب كرة قدم أمريكية أمريكي، ولد في 15 سبتمبر 1984 في فانكوفر في كندا.